# Basílio de Moraes
Basílio Emídio de Moraes Júnior (ur. 11 maja 1982 w João Pessoa) – brazylijski lekkoatleta, sprinter. Złoty medalista igrzysk panamerykańskich, trzykrotny złoty medalista mistrzostw Ameryki Południowej, dwukrotny medalista mistrzostw ibero-amerykańskich, uczestnik igrzysk olimpijskich w Atenach. Wielokrotny medalista juniorskich międzynarodowych imprez lekkoatletycznych (w tym dwukrotny mistrz kontynentu do lat 20 i złoty medalista mistrzostw panamerykańskich do lat 20).

## Przebieg kariery
W 1998 roku został dwukrotnym medalistą mistrzostw kontynentu do lat 18, w konkurencji biegu na 100 m wywalczył tytuł mistrzowski. Rok później wziął udział w rozgrywanych w Bydgoszczy mistrzostwach świata juniorów młodszych, na nich odpadł w eliminacjach biegu na 100 m (do zawodów w konkurencji biegu na 200 m i sztafety szwedzkiej nie przystąpił). W latach 2000–2001 otrzymał dwa złote medale mistrzostw kontynentu do lat 20 (oba w sztafecie 4 × 100 m) oraz złoty medal mistrzostw panamerykańskich juniorów zdobyty w konkurencji biegu sztafet 4 × 100 m.
Reprezentował Brazylię na igrzyskach olimpijskich w Atenach, w ich trakcie wystąpił jedynie w konkurencji biegu na 200 m (do zawodów w konkurencji sztafety 4 × 100 m nie przystąpił). Indywidualny występ zakończył w fazie eliminacji, z czasem 21,14 zajmując 8. miejsce w grupie i 44. miejsce w gronie wszystkich uczestników.
W 2005 roku zadebiutował na seniorskich mistrzostwach globu, w trakcie których odpadł w eliminacjach zarówno biegu na 200 m, jak i sztafety 4 × 100 m. Rok później zdobył jedyne w karierze dwa medale mistrzostw ibero-amerykańskich oraz wywalczył dwa tytuły mistrza Ameryki Południowej. W 2007 roku był członkiem sztafety 4 × 100 m, która zdobyła złoty medal igrzysk obu Ameryk, a także dotarł do finału tej samej konkurencji na mistrzostwach globu w Osace, który razem z kolegami z reprezentacji ukończył na 4. miejscu. Na mistrzostwach świata w Berlinie również awansował do finału sztafety 4 × 100 m, Brazylijczycy z jego udziałem zajęli 7. miejsce w tej fazie zmagań.

## Osiągnięcia
| Rok     | Zawody                                             | Miasto         | Miejsce | Konkurencja        | Wynik |
| ------- | -------------------------------------------------- | -------------- | ------- | ------------------ | ----- |
| 1998    | Mistrzostwa Ameryki Południowej juniorów młodszych | Manaus         | złoto   | bieg na 100 m      | 10,6h |
| 1998    | Mistrzostwa Ameryki Południowej juniorów młodszych | Manaus         | srebro  | bieg na 200 m      | 21,72 |
| 1999    | Mistrzostwa świata juniorów młodszych              | Bydgoszcz      | 7. H    | bieg na 100 m      | 11,58 |
| 1999    | Mistrzostwa świata juniorów młodszych              | Bydgoszcz      | DNS H   | bieg na 200 m      | N/A   |
| 1999    | Mistrzostwa świata juniorów młodszych              | Bydgoszcz      | DNS H   | sztafeta szwedzka  | N/A   |
| 2000    | Mistrzostwa Ameryki Południowej juniorów           | São Leopoldo   | brąz    | bieg na 200 m      | 21,99 |
| 2000    | Mistrzostwa Ameryki Południowej juniorów           | São Leopoldo   | złoto   | sztafeta 4 × 100 m | 41,08 |
| 2001    | Mistrzostwa Ameryki Południowej juniorów           | Santa Fe       | złoto   | sztafeta 4 × 100 m | 40,17 |
| 2001    | Mistrzostwa panamerykańskie juniorów               | Santa Fe       | złoto   | sztafeta 4 × 100 m | 40,33 |
| 2004    | Młodzieżowe mistrzostwa Ameryki Południowej        | Barquisimeto   | srebro  | bieg na 200 m      | 21,06 |
| 2004    | Młodzieżowe mistrzostwa Ameryki Południowej        | Barquisimeto   | złoto   | sztafeta 4 × 100 m | 39,42 |
| 2004    | Mistrzostwa ibero-amerykańskie                     | Huelva         | 6.      | bieg na 200 m      | 21,75 |
| 2004    | Igrzyska olimpijskie                               | Ateny          | 8. H    | bieg na 200 m      | 21,14 |
| 2005    | Mistrzostwa świata                                 | Helsinki       | 6. H    | bieg na 200 m      | 20,99 |
| 2005    | Mistrzostwa świata                                 | Helsinki       | 5. H    | sztafeta 4 × 100 m | 38,92 |
| 2006    | Mistrzostwa ibero-amerykańskie                     | Ponce          | 6.      | bieg na 100 m      | 10,49 |
| 2006    | Mistrzostwa ibero-amerykańskie                     | Ponce          | brąz    | bieg na 200 m      | 20,84 |
| 2006    | Mistrzostwa ibero-amerykańskie                     | Ponce          | srebro  | sztafeta 4 × 100 m | 40,52 |
| 2006    | Mistrzostwa Ameryki Południowej                    | Tunja          | złoto   | bieg na 200 m      | 20,84 |
| 2006    | Mistrzostwa Ameryki Południowej                    | Tunja          | złoto   | sztafeta 4 × 100 m | 40,52 |
| 2007    | Mistrzostwa Ameryki Południowej                    | São Paulo      | 4.      | bieg na 200 m      | 20,72 |
| 2007    | Mistrzostwa Ameryki Południowej                    | São Paulo      | złoto   | sztafeta 4 × 100 m | 38,77 |
| 2007    | Igrzyska panamerykańskie                           | Rio de Janeiro | 8. SF   | bieg na 200 m      | 21,22 |
| 2007    | Igrzyska panamerykańskie                           | Rio de Janeiro | złoto   | sztafeta 4 × 100 m | 38,81 |
| 2007    | Mistrzostwa świata                                 | Osaka          | 7. QF   | bieg na 200 m      | 21,07 |
| 2007    | Mistrzostwa świata                                 | Osaka          | 4.      | sztafeta 4 × 100 m | 37,99 |
| 2009    | Mistrzostwa świata                                 | Berlin         | 7. H    | bieg na 100 m      | 10,54 |
| 2009    | Mistrzostwa świata                                 | Berlin         | 7.      | sztafeta 4 × 100 m | 38,56 |
| 2011    | Światowe wojskowe igrzyska sportowe                | Rio de Janeiro | 5. SF   | bieg na 100 m      | 10,80 |
| 2011    | Światowe wojskowe igrzyska sportowe                | Rio de Janeiro | złoto   | sztafeta 4 × 100 m | 39,53 |
| Źródło: |                                                    |                |         |                    |       |

Trzy razy w karierze zdobył tytuł mistrza kraju, w 2006 roku w konkurencji biegu na 200 m oraz w 2012 i 2013 roku w sztafecie 4 × 100 m.

## Rekordy życiowe
- bieg na 100 m – 10,21 (24 lipca 2009, Bogota)
- bieg na 200 m – 20,55 (29 maja 2005, Cochabamba)
- bieg na 400 m – 47,07 (31 maja 2003, Rio de Janeiro)
- sztafeta 4 × 100 m – 37,99 (1 września 2007, Osaka)
- sztafeta 4 × 400 m – 3:07,01 (1 lipca 2012, São Paulo)

Źródło: 